# Action Dad
Action Dad (En Latinoamérica and Corea del Sur Mi Papá es un Espía) es una serie animada estadounidense y Brasil de acción desarrollada por Toon Zone Studios, CJ ENM, Netmarble para Cartoon Network, emitida en Latinoamérica desde 1 de septiembre de 2012, la serie estrena nuevos episodios los días sábados. En Estados Unidos la serie tuvo su estreno a mediados del 2011

## Argumento
Dos adolescentes Liz Ramsey y su hermano Mick tienen una vida aparentemente normal... en el Bosque Aguacate con dos pequeñas excepciones: Su papá, Chuck Ramsey, es un héroe, un superespía secreto de los cuarteles de S.H.H.H.H.H(Super Hueco Hecho HeroicoLucHador Humatizados), y su madre, Angela Ramsey, es una villana también super secreta de los cuarteles de A.R.G.H (Asociación de Represives Gangsters Habilidosos).
Sin embargo, a pesar de sus puntos de vista opuestos, ambos están de acuerdo en la importancia de que sus hijos estén bien. Aunque esto cuente con disparos el uno al otro con pistolas láser y lanzacohetes, pero al final, todo es por los niños.
Aunque papá y mamá están separados y trabajan para agencias secretas que son de la competencia, ambos están de acuerdo en que lo más importante en sus vidas son sus hijos, por lo que ni sus “diferencias”, ni las armas láser, ni las persecuciones en coche o los ataques de “ninjoides” les apartarán de su vida familiar.

## Producción
Action Dad (en español Mi Papa es un Espía) constituye un total de 26 episodios de televisión de animación de media hora llena de comedia, aventura y mucha acción divertida producida por Hawaii Film Partners y Toonzone Studios. En lugar de las reuniones familiares, el día de Ramsey se llenan de coches cliffhanging de persecuciones, paracaidismo paracaídas libre de los malos como Baron Von Dash perseguirlos con un ejército de ninjoides y tanques con láser lleno de ninjoides.

## Personajes

### Principales
- Liz Ramsey: Es la hija mayor de Chuck y Angela, Liz es buena en las técnicas de combate, cuando quiere hacer cosas de gente mayor como aprender a conducir, conseguir un novio o estar en una cita, Chuck casi no la deja hacer esas cosas.

- Mick Ramsey: Es el hijo menor de Chuck y Angela, Mick es muy inteligente, sabe mucho sobre robótica y a veces ayuda a sus padres en sus misiones peligrosas desde el su casa, no es muy bueno en lo físico pero si bueno con la mente.

- Chuck Ramsey: El Agente Ramsey es el mejor agente del cuartel S.H.H.H.H.H (Super Hueco Hecho Heroico LucHador Humatizados), logra superar algunas misiones y la mayoría de ellas es combatir a Von Dash, está casado con Angela aunque combatan uno a uno.

- Angela Ramsey: Angela o la Agente Madre es la mejora agente del cuartel A.R.G.H (Asociación de Represives Gangsters Habilidosos), ella trabajo junto a Von Dash aunque a veces la traiciona para proteger a su familia.

### Agentes de S.H.H.H.H
- Major Break: Es el comandante de los cuarteles de S.H.H.H.H.H, da las órdenes a todos los agentes, considera Chuck Ramsey como su mano derecha y lleva a Slam McJackson y a PoundPenny para luchar contra A.R.G.H.

- PoundPenny: Ella es una de los agentes de S.H.H.H.H.H y la única agente femenina del cuartel, ayuda con las coordenadas del cuartel y tiene un hijo llamado Jack que es el amor de Liz Ramsey.

- Slam McJackson: Es el que maneja los controles de S.H.H.H.H.H siendo muy aventurero y algunas veces ayuda a Chuck en sus misiones desde los cuarteles cuando se trata del peligro.

### Agentes de A.R.G.H
- Bufanda Roja:

- Baron Von Dash: Von Dash es un agente de A.R.G.H que ayuda a destruir los cuarteles de S.H.H.H.H.H pero a veces siempre falla por causa del agente Ramsey o que algunas es muy torpe, el trabaja con la agente Madre.

- Helga:

- Nun Chuck:

- Mandíbula de Cristal:

### Otros Personajes
- Chartreuse:

- Courtney C.:

- Courtney V.:

- Jack:

- Chuck Padre: